# Предраг Бјелошевић
Предраг Бјелошевић (Бања Лука, 29. мај 1953) је пјесник, драмски писац, преводилац професор режије. Студирао економију, књижевност и режију. Магистрирао позоришну режију на Националној академији за филмску и театарску умјетност «Крсто Сарафов» у Софији, 1999. године. 
Обављао дужност директора и уметничког директора Дјечијег позоришта Републике Српске од 1993. до 2018. године.
Предсједник је Удружења књижевника Републике Српске од 2016. 
Главни је и одговорни уредник часописа за књижевност, умјетност и културу "Нова стварност" од оснивања 2020. године.
Поезија Предрага Бјелошевића била је предмет изучавања на више Универзитета славистике у Европи, као и на Универзитетима у Берну и Хамбургу у оквиру изучавања савремене поезије југословенских народа. Бјелошићеве песме су заступљене у више антологијских избора савремене српске, босанскохерцеговачке, балканске и европске поезије. Поезија за дјецу, уврштена је читанке и лектиру за основне школе.
Дјела су му превођена на италијански, француски, њемачки, пољски, руски, енглески, чешки, словачки, мађарски, словеначки, македонски и бугарски.

## Награде и признања
- Награде за књижевност и умјетност у Републици Српској, Србији, БиХ и у свијету: 
- Добитник награде СИЗ-а културе Бање Луке за ликовно дјело Соба на вјетру, уље на платну, 110x70cm; Бански двор, 1977. 
- Требињске вечери поезије, 1978, за најбољу прву књигу пјесама у БиХ, за књигу пјесама Горка слад;
- Удружења књижевника БиХ подружница Босанске Крајине, 1987. године, за књигу пјесама  Из међупростора,1997;
- Печат вароши Сремско-карловачке, југословенска награда за књигу пјесама  Говор,Тишина,1996; 
- Павле Марковић Адамов, награда за најбољу књигу прича на српском језику, за књигу У шетњи без главе, Сремски Карловци, 2010, (Република Србија);
- Годишња награда Удружења књижевника Српске за најбољу књигу у 2013, за књигу поезије Кардиограм бјекства;
- Златно летеће перо за 2014. годину, престижна међународна награда за словенску књижевност, Академија словенске умјетности и књижевности, Варна, Бугарска
- Награда Везени мост, Насихе Капиџић Хаџић, за књигу пјесама за дјецу Тачка на излету, Бања Лука, 2014;  
- Међународна награда за књижевност за дјецу Принц дјечијег царства за 2017. годину, Међународни фестивал поезије за дјецу Дјечије царство Бања Лука;
- Награда за књижевност за дјецу Плакета Благодарница, Источно Сарајево, 2018; 
- Међународна књижевна награда за цјелокупно пјесничко дјело Шушњар, Оштра Лука, 2019.
- Награда Ђуро Дамјановић, за књигу пјесама Заједно, са зидовима, УКРС - Подружница Бања Лука, 2021.
Престижна Награда за поезију Михај Еминеску Интернационалне Академије „Михај Еминеску“ („За његов дубоки лирски говор који потреса темеље свијета“), медаља са ликом пјесника Еминескуа, те је проглашен амбасадором културе Академије „Михај Еминеску“ и постао њен редован члан, 2024.

Друштвена признања за развој и међународну промоцију културе и умјетности Републике Српске у свијету:
- ОРДЕН ЊЕГОША II реда, 2010. године, за допринос међународној промоцији културе Републике Српске.
- ЗЛАТНА ЗНАЧКА,  Културно-просвјетне заједнице РЕПУБЛИКЕ СРБИЈЕ, за допринос промоције културе и умјетности народа Србије, 2020.
- ПОВЕЉА ЛУТ ФЕСТА (Међународни фестивал позоришта за дјецу у Источном Сарајеву, 2011. год.) за допринос развоју луткарства у Републици Српској и Босни и Херцеговини.
- Уврштен у Велику енциклопедију српског народа (други том), Матица Српска, Нови Сад, 2011.
- Уврштен у Енциклопедију Академије наука и умјетности Републике Српске, 2018.
- Добитник Међународна европске награде за животно дело, МАЛИ ПРИНЦ, за промоцију луткарства и сценских уметности за децу, на 20. Интернационалном фестиваул позоришта за децу у Суботици, 2013. година.
- Награда „Сафет Ћишић“, за најбољег менаџера у култури БиХ, Мостар, 2016. година.
- Награда Међународног фестивала умјетности „СТЕПНАЈА ЛИРА“, Краснодарског рејона, Новопокровскаја, РУСКА ФЕДЕРАЦИЈА, 2017.
- „Повеља“ пјевачког друштва „Јединство из Бањалуке, 2023.
- „Повеља“ Удружења књижевника Републике Српске, 2023.
- Плакета за допринос српској култури, Зајечар, 2025.

### Књиге поезије и прозе:
1. ГОРКА СЛАД, пјесме, издавач Глас Бања Лука, тираж 1000 књига, 1977. година;
2. ЛИЦЕ СА ЗАТИЉКА, издавач Веселин Маслеша Сарајево, тираж 1000 примјерака, 1979. година; 
3. РЕШЕТКА И САН, пјесме, издавач НИГРО Глас Бања Лука, тираж 1000 примјерака, 1985; 
4. ИЗ МЕЂУПРОСТОРА, пјесме, издавач Удружење књижевника БиХ Подружница Бања Лука и Глас Бања Лука, тираж 500 примјерака, 1989. године;
5. ГОВОР, ТИШИНА, пјесме, издавач РАД Београд, тираж 500 примјерака, 1995. година;
6. ВОДЕНА КОШУЉА, изабране пјесме, издавач Глас Српске Бања Лука, тираж 500, страница 228, ИСБН 86-7119-089-7, (цртеж на насловној страни ауторски рад Предрага Бјелошевића) 1996;
7. У СТРАХУ ОД СВЈЕТЛОСТИ, пјесме, издавач Глас Српске, тираж 500, стр. 90; ИСБН 86-7119-209-1, издање 2001. година;
8. СЈЕНКА И СВОД, пјесме, издавач Бранково коло, Сремски Карловци, тираж 500, издање 2005. година, страна 70, ISBN 86-85203-06-6; COBIS.SR/ID 206059015;
9. ПРИЧЕ ИЗ БРКЛБРЛКА, кратке приче, издавач Повеља, Краљево, 2009,  ИССН 0352;
10. У ШЕТЊИ БЕЗ ГЛАВЕ, приче, издање Арт Сцена Бања Лука, издање 2010. година, страна 133, ИСБН 978-99955-677-0-5, COBIS.SR/ID 1709336, тираж 500;
11. КАРДИОГРАМ БЈЕКСТВА, пјесме, издавачи Арт Сцена Бања Лука и Трећи трг Београд, тираж 500, ISBN 978-86-86337-97-9 (TT), ISBN 987-99955-677-7-7-2 (AC), COBIS. R-ID 201470732, издање 2013; 
12. КАРДИОГРАМ БЈЕКСТВА, издавач Арт Сцена Бања Лука и Трећи трг Београд, друго допуњено  издање, 2014. година, тираж 400 примјерака;
13. СНИВАЧИМА, ИЗ НЕСНА, пјесме, издавач Народна библиотека Стефан Првовенчани, Краљево, 2017, тираж 500, ISBN 978-86-80522-13-5 COBIS.SR-ID 228285964.
14. ЗАЈЕДНО СА ЗИДОВИМА, издавач Удружење књижевника Републике Српске, Бања Лука 2020.
15. НАДА, ПУТОКАЗ, изабране пјесме из књига објављених у 20. вијеку, Мали Немо, Панчево, 2023.
16. ДРУГИ НАЧИН, изабране пјесме из књига објављених у 21. вијеку, Мали Немо, Панчево, 2024.

#### Објављене књиге изабраних пјесама у свијету:
1. IL LINGUAGGIO DEL SILENZIO, (Говор тишине, изабране пјесме на италијанском), Напуљ 1983. године;
2. LЕ RŽ, изабране пјесме на француском језику, издавачка кућа Коља Мићевић, Париз, 2002, преводиоци: Ljiljana Huibner Fyzellier i Raumond Fuzellier, ISBN 2-9515763-4-X, тираж 400;
3. ПОД КРУНАТА НА ГНИЛОТО ДРВО, Под крошњом трошног дрвета (изабране и нове пјесме, двојезично, на српском и македонском језику), издавачко предузеће Арка Смедерево - Скопје, тираж 250, страна 204, ИСБН 978-86-7610-115-3, COBIS id  183598092, издање  2011. година;
4. INSIEME CON I MURI, изабране пјесме (1977 – 2020), издавач EDIZIONI PROGETTO CULTURA, Rim, 2021;
5. TO BLOSSOM, WITHIN YOU, изабране пјесме на енглеском језику; издавач European University OmniScriptum S.R.L. (2024).

### Преводи са руског језика
Предраг Бјелошевић је преводио са руског језика поезију:  Валерија Брјусова, Николаја Гумиљова, Роберта Рождественског, Беле Ахмадуљине, Арсенија Тарковског, Вјачеслава Купријанова (превод књиге изабраних пјесама Снијег, издање Удружења књижевника Републике Српске, 2021), Александра Кушнера, Александра Ибрахимова, те прозу Александра Куприна и других.

### Књиге поезије за дјецу:
1. РЗ БРЗОТРЗ И ЧАЧКАЛИЦА СОФИЈА, пјесме за дјецу, издавач Нови Глас Бања Лука, тираж 1000 примјерака, 1990. година:
2. ТУЖНИ ПРИНЦ, лирска бајка за дјецу, издавач Звоник Београд, 2000. година, тираж 3000 примјерака, илустрације Раде Марковић, ИД = 795622—52;
3. ТАЧКА НА ИЗЛЕТУ, пјесме за дјецу, издавачи Арт Сцена Бања Лука и Прво слово Београд, страна 139, тираж 400, издање 2009, ИСБН 978-86-7620-018-4 COBIS.SR/ID 169931020; 
4. КОВРЏАВА ТАЧКА, изабране пјесме за дјецу, Арт сцена, Бања Лука, 2018, тираж 500, ISBN 978-99976-30-06-3 COBIS.RS/ID7254552

### Књиге о позоришној умјетности:
1. ТУЖНИ ПРИНЦ (књига о истоименој представи Дјечијег позоришта Републике Српске), издавач Дјечије позориште Републике Српске, 2003, ИСБН 99938-659-0-7, тираж 500;
2. БАЊАЛУЧКА КУЋА ОД СНОВА, монографија, пола вијека Дјечијег позоришта Републике Српске, тираж 1000 примјерака, издање 2006; 
3. ЛУТКАРСТВО ДАНАС, (приређивач Зборника есеја са међународног научног скупа на истоимену тему) Бања Лука, 2007, ИСБН 978-99938-659-3-3; Издавач Дјечије позориште Републике Српске, тираж 400;
4. МУЗЕЈ ПОЗОРИШНИХ ЛУТАКА. Издавач и аутор предговора,Дјечије позориште Републике Српске, 2013.
Позоришна представа савременог театра сјенки, инсценирана по лирској бајци Тужни принц Предрага Бјелошевића, премијерно изведена у априлу 1998. године, извођена је 20 година на сцени Дјечијег позоришта Републике Српске, али и на многим међународним европским фестивалима, како за дјецу тако и за одрасле. 
1998. година:
ЈУГОСЛОВЕНСКИ ФЕСТИВАЛ ПОЗОРИШТА ЗА ДЈЕЦУ – КОТОР – Тужни принц
ГРАН ПРИ за најбољу представу у луткарској конкуренцији
Награда за најбољу режију у луткарској конкуренцији - Бисерка Колевска 
Награда за најбољу мушку главну улогу у луткарској конкуренцији - Душко Мазалица
КОЧИЋЕВА СРПСКА СЦЕНА, Приједор - Тужни принц
Бисерка Колевска - награда за најбољу режију
Свила Величкова - награда за најбољу сценографију
МЕЂУНАРОДНИ ФЕСТИВАЛ ПОЗОРИШТА ЗА ДЕЦУ – СУБОТИЦА -Тужни принц
Специјална награда
Б И Т Е Ф - БЕОГРАДСКИ ИНТЕРНАЦИОНАЛНИ ТЕАТАРСКИ ФЕСТИВАЛ, БЕОГРАД
- Тужни принц 

1999. година:
11. МЕЂУНАРОДНИ ЛУТКАРСКИ ФЕСТИВАЛ «ЗЛАТНИ ДЕЛФИН»  ВАРНА (БУГАРСКА) - Тужни принц
Награда за најбољу режију - Бисерка Колевска
2000. година:
19. МЕЂУНАРОДНИ ФЕСТИВАЛ ЛУТКАРСКЕ УМЈЕТНОСТИ БИАЛСКО-БИАЛА (ПОЉСКА) - Тужни принц
СПЕЦИЈАЛНА НАГРАДА жирија критичара и новинара
2001. година:
МЕЂУНАРОДНИ ФЕСТИВАЛ ЛУТКАРСТВА, ПЕРУЂА, ИТАЛИЈА – Тужни принц
Најбоља представа Фестивала

2002. година:
Сарајевска зима, Сарајево – Тужни принц
Турнеја по градовима и фестивалима Италије, од 29.8. до 07.9. Франковила ал Маре, Кремона, Ћита ди Кастело, Колмурано – Тужни принц
Лондон, Риверсајд Студио, Дани савремене босанскохерцеговачке умјетности - Тужни принц
Сусрети позоришта БИХ, Брчко - Тужни принц
Награда за најбољу сценографију Свила Величкова
2003. година:
Други фестивал Сергеја Обрасцова, Москва, Русија – Тужни принц

2007. година:
Печуј (Мађарска) – XIV Међународни луткарски фестивал за одрасле –Тужни принц

2013. година:
Омск, Омска област, Сибирски округ, Руска Федерација - 3. Међународни фестивал луткарских позоришта „У гостима код „АРЛЕКИНА“ – ТУЖНИ ПРИНЦ
СПЕЦИЈАЛНА НАГРАДА 
Бугојно (БиХ)  - VII Бугојанско бијенале – ТУЖНИ ПРИНЦ
НАГРАДА ГЛУМЦИМА Слободану Перишићу (ТУЖНИ ПРИНЦ) и Душку Мазалици (СЈЕНКА) ЗА ПАРТНЕРСКУ ИГРУ И АНИМАЦИЈУ КОЈА НОСИ ЕНЕРГИЈУ ПРЕДСТАВЕ

2015. година:
Измир (Турска) – Међународни луткарски дани - ТУЖНИ ПРИНЦ

2017. година:
Дани дјечијег позоришта РС, Мало позориште „Душко Радовић“ - ТУЖНИ ПРИНЦ
Такође, по истоименој представи 1999. године Национална телевизија Бугарске снимила је телевизијску верзију Тужног принца са глумцима Дјечијег позоришта Републике Српске.